# Zaatcha
Zaatcha és un oasi d'Algèria a 36 km al sud-oest de Biskra. És conegut per la resistència que va oposar a una columna francesa dirigida pel general Herbillon, el 1849.